# Basilique Sainte-Germaine
La basilique Sainte-Germaine de Pibrac est une église catholique, avec rang de basilique mineure, située à Pibrac dans le département de la Haute-Garonne et la région Occitanie. Elle est construite dans le style romano-byzantin de 1901 à 1967.

## Historique
Construite par l'architecte Pierre Esquié à partir de 1901, année où on y posa la première pierre le 15 juin, sur l'emplacement d'une ancienne chapelle, cette basilique de  style romano-byzantin ne fut achevée qu'en 1967. Elle est un lieu de pèlerinage en l'honneur de sainte Germaine de Pibrac.

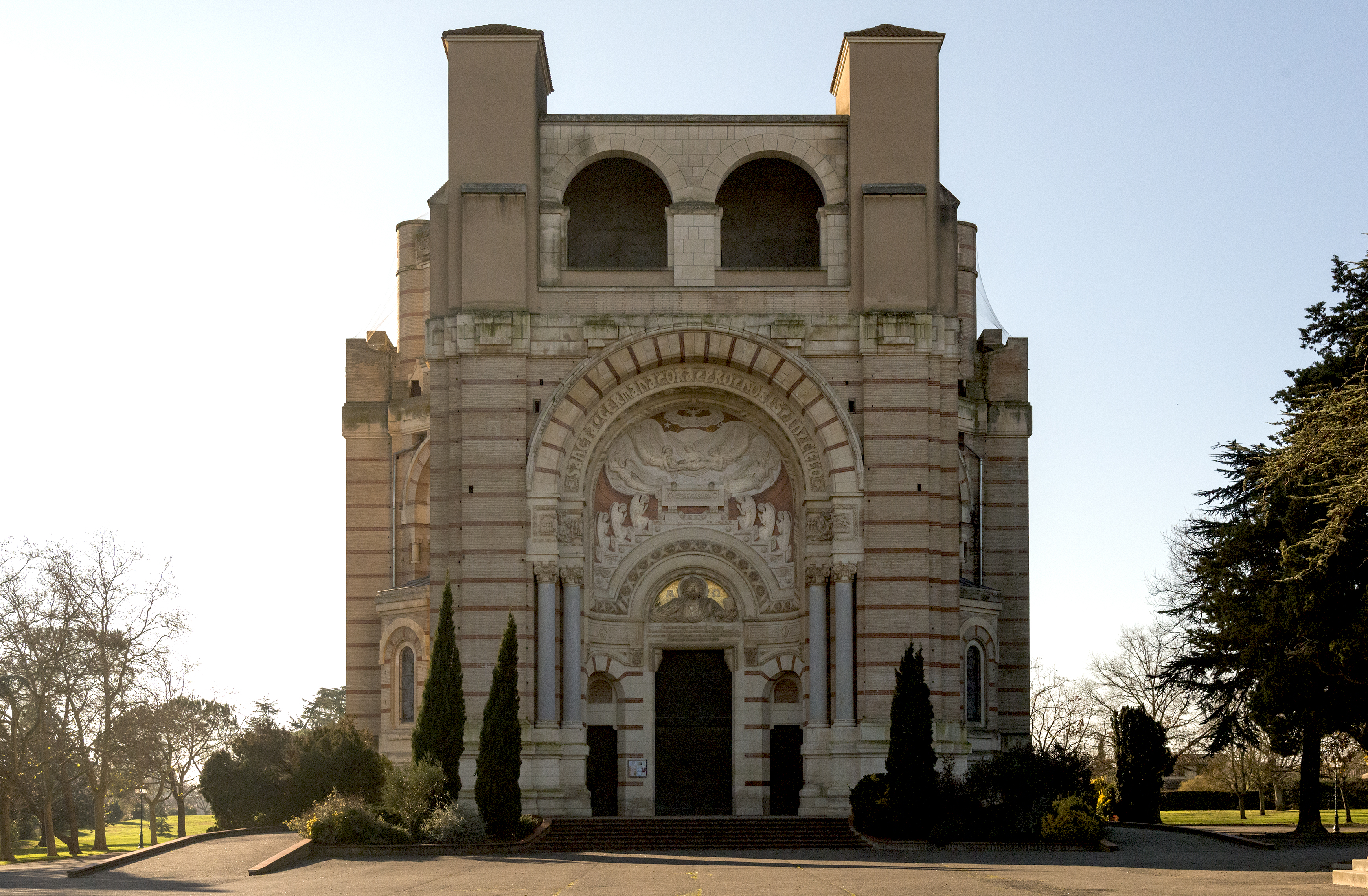
La façade
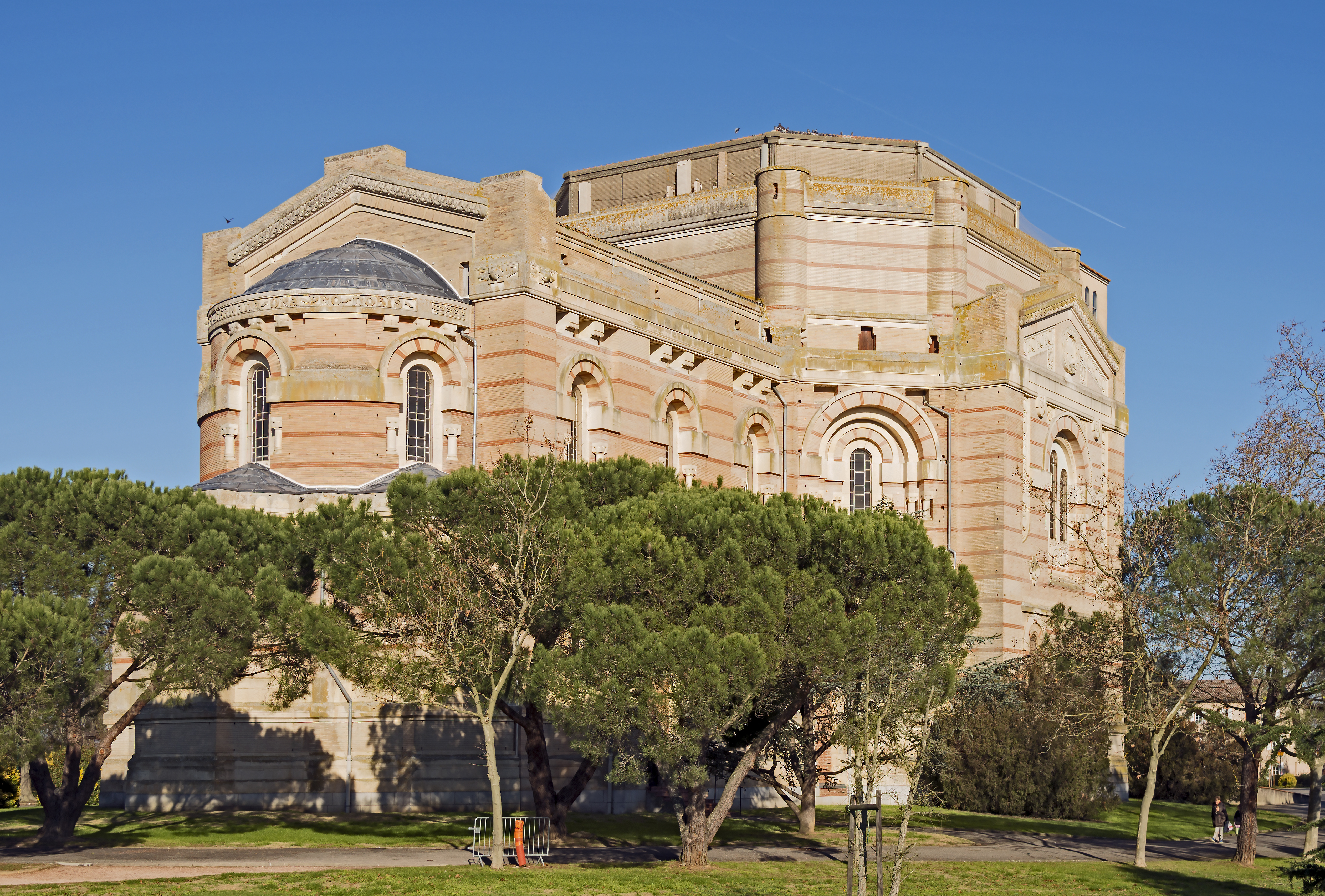
L'abside